# Rima San Giuseppe
Rima San Giuseppe (Arimmu o Ind Rimmu in walser, Rima in piemontese) è stato un comune italiano di 56 abitanti della provincia di Vercelli, in Piemonte, attraversato dal torrente Sermenza. Il 1º gennaio 2018 si è fuso con Rimasco per formare il nuovo comune di Alto Sermenza.
Era il comune più alto della provincia di Vercelli, con i 1.417 metri della frazione Rima.

## Storia

### Simboli
Lo stemma e il gonfalone di Rima San Giuseppe erano stati concessi con decreto del presidente della Repubblica del 10 luglio 1960.
Vi era raffigurato il Monte Tagliaferro con una cascata di acqua.

## Società

### Evoluzione demografica
Abitanti censiti